# Parallelia anetica
Parallelia anetica är en fjärilsart som beskrevs av Felder 1874. Parallelia anetica ingår i släktet Parallelia och familjen nattflyn. Inga underarter finns listade i Catalogue of Life.